# Paul Ricœur
Paul Ricœur, né le 27 février 1913 à Valence (département de la Drôme), mort le 20 mai 2005 à Châtenay-Malabry (département des Hauts-de-Seine), est un philosophe français.
Il s'inscrit dans les courants de la phénoménologie et l'herméneutique, en dialogue constant avec les sciences humaines et sociales. Il s'intéresse aussi à l'existentialisme chrétien et à la théologie protestante. Son œuvre est axée autour des concepts de sens, de subjectivité et de fonction heuristique de la fiction, notamment dans la littérature et l'histoire.

## Biographie

### Famille et formation
Jean Paul Gustave Ricœur est le fils de Léon Jules Ricœur, professeur d'anglais, né en 1881 à Blois (département du Loir-et-Cher), mort pour la France en 1915 à Souain-Perthes-les-Hurlus (département de la Marne) durant la bataille de Champagne. Il perd sa mère, Florentine Favre, durant son enfance. 
Il est élevé par ses grands-parents et l'une de ses tantes dans un milieu très modeste. Il découvre la philosophie au lycée Émile-Zola de Rennes avec Roland Dalbiez. Il est de confession protestante. En 1935, il épouse Simone Lejas, une amie d'enfance, à Rennes avec qui il aura trois enfants qui naîtront avant la guerre et deux autres après la guerre. Longtemps partisan du pacifisme et d'une théologie de gauche radicale, il se résout tardivement à l'importance des institutions étatiques.
Il réside aux Murs blancs, lieu communautaire personnaliste fondé par Emmanuel Mounier à Châtenay-Malabry, où vivaient aussi Paul Fraisse et Simone Fraisse. Il écrit régulièrement dans la revue Esprit et dans celle du christianisme social.
Licencié en philosophie à l'université de Rennes à vingt ans, il est reçu deuxième à l'agrégation en 1935.
C'est à Paris, dans les années 1930, qu’il poursuit son apprentissage philosophique avec Gabriel Marcel. Il y découvre les écrits d'Edmund Husserl, travail qu'il poursuivra en traduisant en cachette Ideen I, au cours de sa captivité en Poméranie orientale, à l'Oflag II-B, de 1940 à 1945. Dans les années 1934-1938, il est proche de l'économiste socialiste André Philip : « Cette liaison me marquera pour toujours », explique-t-il en 2003 lors d'un colloque, en précisant que c'est à lui qu'il doit « de ne pas [s]'être trompé sur Munich en 1938 ».

### Seconde Guerre mondiale
Officier de réserve à Saint-Malo, Ricœur est fait prisonnier après la défaite de juin 1940. Durant sa captivité à l'Oflag II-D, il rencontre Mikel Dufrenne.
Entre 1940 et 1941, il donne des conférences, notamment une sur le dévoiement de la pensée de Nietzsche par le nazisme et une autre dans le cadre d’un « Cercle Pétain », dont le texte (passablement modifié par l’officier pétainiste[réf. nécessaire] qui le publie, faisant par exemple dire à ce protestant que la France est la « fille aînée de l’Église ») est publié dans une revue vichyssoise pétainiste, L'Unité française. Certains évoquant un passage pétainiste de Paul Ricœur ; ce dernier s'explique sur cet épisode dans une note publiée en 1994, le présentant comme un moment de désarroi,. À partir de 1942, l'historien François Dosse note que « le camp bascule et un esprit de résistance emporte l'adhésion de l'essentiel des prisonniers », soutenant les victoires des Alliés.
Dans l’article Sur la passade pétainiste de Paul Ricœur : un bref épisode ?, Robert Levy critique la position défendue par le philosophe. D’une part, parce que les propos de François Dosse « ne sont à la lettre que des reprises de ce que Paul Ricœur disait lui-même de lui-même dans La Critique et la Conviction » en matière d’explication quant à cette période. D’autre part, parce qu’il conteste la prétendue brièveté (automne 1940-fin de l’hiver 1941) de l’affiliation de Ricœur à ces idées politiques (et avance l’hypothèse d’une extension avant et après ces dates) en s’appuyant sur trois faits. Tout d’abord, un article paru en mars 1939 dans la revue Terre nouvelle, intitulé Où va la France ? Perte de vitesse en réaction au discours d’Hitler prononcé le 30 janvier 1939 au Reichstag. Ensuite, un voyage d’étude en Allemagne à Munich à l’été 1939 (lors même qu’il refusa de se rendre dans l’Espagne franquiste dès 1937 ainsi que le rapporte François Dosse dans Paul Ricœur, les sens d’une vie). Enfin, le témoignage de Georges Gusdorf qui relate dans Le crépuscule des illusions : mémoires intempestifs sa rencontre avec Ricœur fin mai 1944 à l’Oflag IIB.

### Carrière

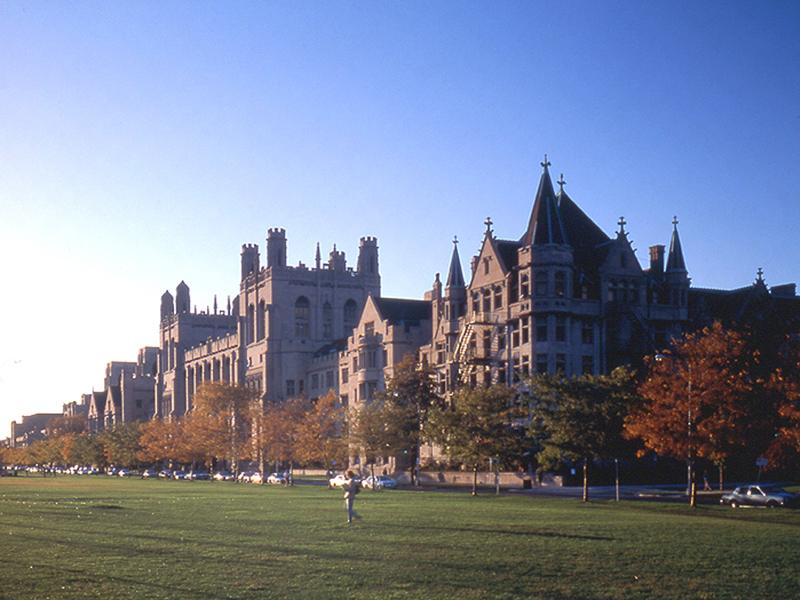
L'Université de Chicago, aux États-Unis, où Paul Ricœur enseigne de 1970 à 1985.

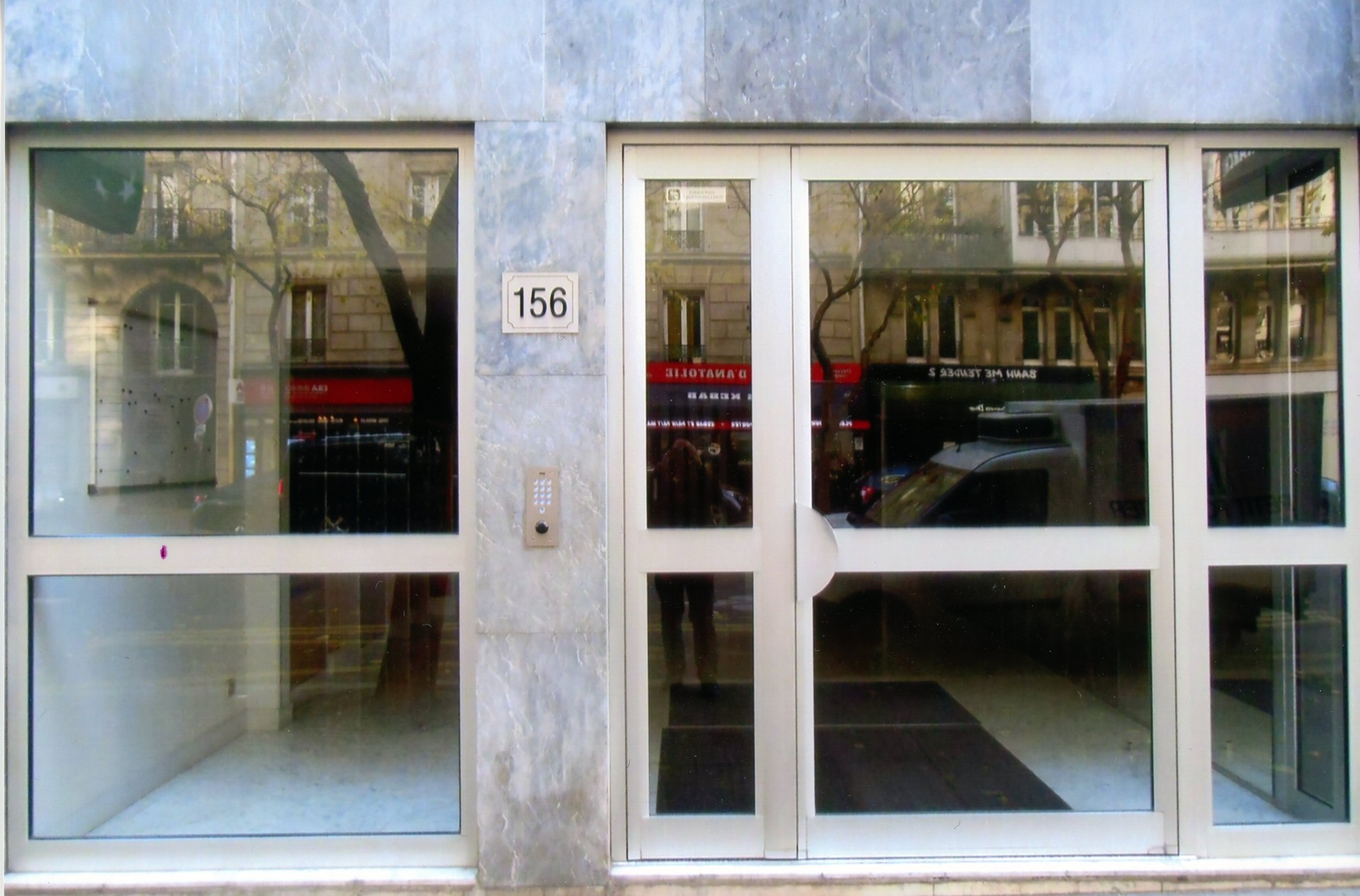
Centre de Recherches Phénoménologiques et Herméneutiques du CNRS, dirigé par Paul Ricœur, avenue Parmentier à Paris.

Après la guerre, il enseigne trois ans au collège Cévenol du Chambon, où il achève sa thèse sur la volonté. En 1948, il est nommé à l'université de Strasbourg, avant de devenir professeur à la Sorbonne en 1956. Il enseigne parallèlement pendant dix ans à la Faculté de théologie protestante de Paris. Dans les années 1950, il est, selon Louis Pinto, l'un des professeurs qui « concentraient entre leurs mains les chances de réussite à l'université ».
Le Manifeste des 121, titré « Déclaration sur le droit à l’insoumission dans la guerre d’Algérie », est signé par des intellectuels, universitaires et artistes et publié le 6 septembre 1960. Un manifeste plus modéré que celui des 121, l'Appel à l'opinion pour une paix négociée est publié ensuite par des syndicalistes et d'autres personnalités comme Roland Barthes, Jacques Le Goff, Daniel Mayer, Maurice Merleau-Ponty, Edgar Morin et Jacques Prévert,. Paul Ricœur le signe et explique sa position : « Je ne conseille pas l'insoumission - et je dis pourquoi -, mais je refuse de condamner l'insoumission - et je suis prêt aussi à dire pourquoi devant un tribunal militaire, si quelque jeune me demande mon témoignage. [...] Pour nous comme pour eux, c'est une guerre illégitime par laquelle nous empêchons le peuple algérien de se constituer en État indépendant comme tous les autres peuples d'Afrique. »
En 1964, il rejoint le département de philosophie de la Faculté de lettres de l'Université Paris-Nanterre.
Le 17 mai 1968, solidaire des étudiants en lutte, il démissionne de la direction du département de philosophie. Le 18 avril 1969, il est élu président du conseil provisoire de gestion de la Faculté des lettres de Nanterre, sans s'être porté candidat. L'élection de Paul Ricœur est interprétée comme une victoire des « progressistes » contre le courant conservateur, longtemps prépondérant à l'Université. Ricœur est connu comme un homme de gauche. Il a signé plusieurs textes contre la guerre du Vietnam et l'« impérialisme ». Il a fait partie, en janvier 1969 de l'équipe fondatrice de la revue Politique aujourd'hui, dont la vocation est de « contribuer, par l'information et l'analyse, à définir le contenu et la stratégie d'un combat pour le socialisme ; de travailler donc en relation étroite avec les expériences concrètes et les recherches révolutionnaires effectuées à la base dans les différents secteurs; d'entreprendre une critique radicale des pratiques politiques, des genres de vie, des modèles culturels (...) ». Depuis mai 68, il a pris fréquemment position contre toute forme de répression pour motif politique.
L'ensemble universitaire de Nanterre est alors la proie d'une agitation entretenue notamment par des étudiants maoïstes de la Gauche prolétarienne et de son émanation, la Nouvelle Résistance populaire. Ces groupes s'opposent physiquement aux autres mouvements estudiantins, à commencer par les étudiants communistes. Des incidents ont lieu fréquemment. À la tête du conseil, Paul Ricœur affirme ses intentions : ne pas pratiquer l'escalade, désamorcer les incidents et « augmenter le degré de tolérance d'un certain nombre d'abus mineurs, pour ne pas devenir soi-même un "flic" ».
Le 23 janvier 1970, son bureau est envahi par une vingtaine d'étudiants qui l'insultent et le menacent. Trois jours plus tard, il est pris à partie dans un couloir par un groupe d'une demi-douzaine d'individus qui, après l'avoir insulté et molesté, lui crachent à la figure et lui couvrent la tête d'une poubelle en le frappant à coups de pied. Anna Boschetti considère qu'il est pris à partie en tant que représentant du mode de pensée critiqué par le structuralisme. Cette agression est condamnée par plusieurs syndicats et universitaires,. Paul Ricœur annonce qu'il a déposé plainte pour ces voies de fait.
Dans les jours qui suivent, d'autres incidents ont lieu au sein de l'Université de Nanterre. Au nom du conseil de gestion, Paul Ricœur publie un texte qui constitue un cri d'alarme sur la situation à Nanterre et alerte sur « des groupes armés de matraques et de barres de fer (qui) manœuvrent sur le domaine et dans les bâtiments, […] ; ils molestent leurs adversaires politiques, saccagent leurs locaux et suppriment pour tous la liberté d'expression ». Le texte pointe également la délinquance juvénile : « Certains des jeunes adolescents, attirés à la faculté par des activités qui n'ont rien à voir avec l'enseignement universitaire, se livrent au petit brigandage et exercent des menaces et des voies de fait, principalement sur des étudiantes. » Le conseil demande que les voies du domaine universitaire soient transformées en voies publiques, ce qui revient à confier à la police le maintien de l'ordre à l'intérieur du campus. La police intervient début mars, ce qui suscite les protestations d'enseignants et de syndicats étudiants.
Paul Ricœur démissionne le 9 mars 1970 de ses fonctions de doyen pour raison de santé. Dans sa lettre de démission il invoque des troubles liés au surmenage, constatés par son médecin dès le 25 février. Il déplore également l'intervention trop rapide des forces de l'ordre sur le campus, ainsi que les problèmes qui affectent l'institution universitaire.
Il accepte un poste à l'université catholique de Louvain, qui abrite les archives Husserl ; il y enseigne pendant trois ans. Tout en animant un séminaire renommé aux archives Husserl à Paris. De 1970 à 1985, il est professeur à l’université de Chicago au département de philosophie et partage alors son temps entre les États-Unis et la France où il dirige le Centre de Recherches Phénoménologiques et Herméneutiques du CNRS avenue Parmentier à Paris.
À partir des années 1980, Paul Ricœur alterne des œuvres et des recueils de textes où la philosophie dialogue avec le droit, l'exégèse, l'histoire, etc.
En 1986, il est invité à prononcer les Gifford Lectures à l'université d'Édimbourg, le texte en paraît en 1990 sous le titre Soi-même comme un autre.
En 2000, Paul Ricœur est professeur invité au Conservatoire national des arts et métiers.

### Fin de vie
Le fils du philosophe, Olivier, qui se suicide, en 1986, est évoqué dans son livre L'esprit de vengeance, par l'écrivain Christophe Donner, en 1997. Le 7 janvier 1998, Simone Ricœur s’éteint, après soixante-trois ans de vie partagée avec son mari. Jusqu’à sa mort en 2005, le philosophe poursuit son œuvre.

### Société

#### Engagement
Paul Ricœur prend part, parmi de nombreux intellectuels, au mouvement social de 1995 en soutenant le projet gouvernemental défendu par Alain Juppé sur les retraites et la Sécurité sociale. Il fait partie des signataires de l’Appel pour une réforme de fond de la Sécurité sociale initié par la revue Esprit et la fondation Saint-Simon en soutien au gouvernement. Il donne de plus une interview au Journal du dimanche le 10 décembre à propos de ce mouvement et de la réforme en cours. Le sociologue Pierre Bourdieu conteste cette pensée technocratique qui met le peuple du côté des pulsions et les gouvernants du côté de la raison et critiquera le philosophe lors de son intervention de soutien auprès de cheminots le 12 décembre 1995 à la gare de Lyon,(texte publié dans Libération et L’Humanité le 14 décembre).

#### Polémique
Après l'élection d'Emmanuel Macron à la présidence de la République, des articles de presse tentent de valoriser les liens entre le philosophe et l'homme politique pendant presque deux ans entre 1999 et 2001, années durant lesquelles Macron aurait aidé Ricœur à la finalisation administrative de son ouvrage La mémoire, l'histoire, l'oubli.[réf. nécessaire],,,.

## Œuvre

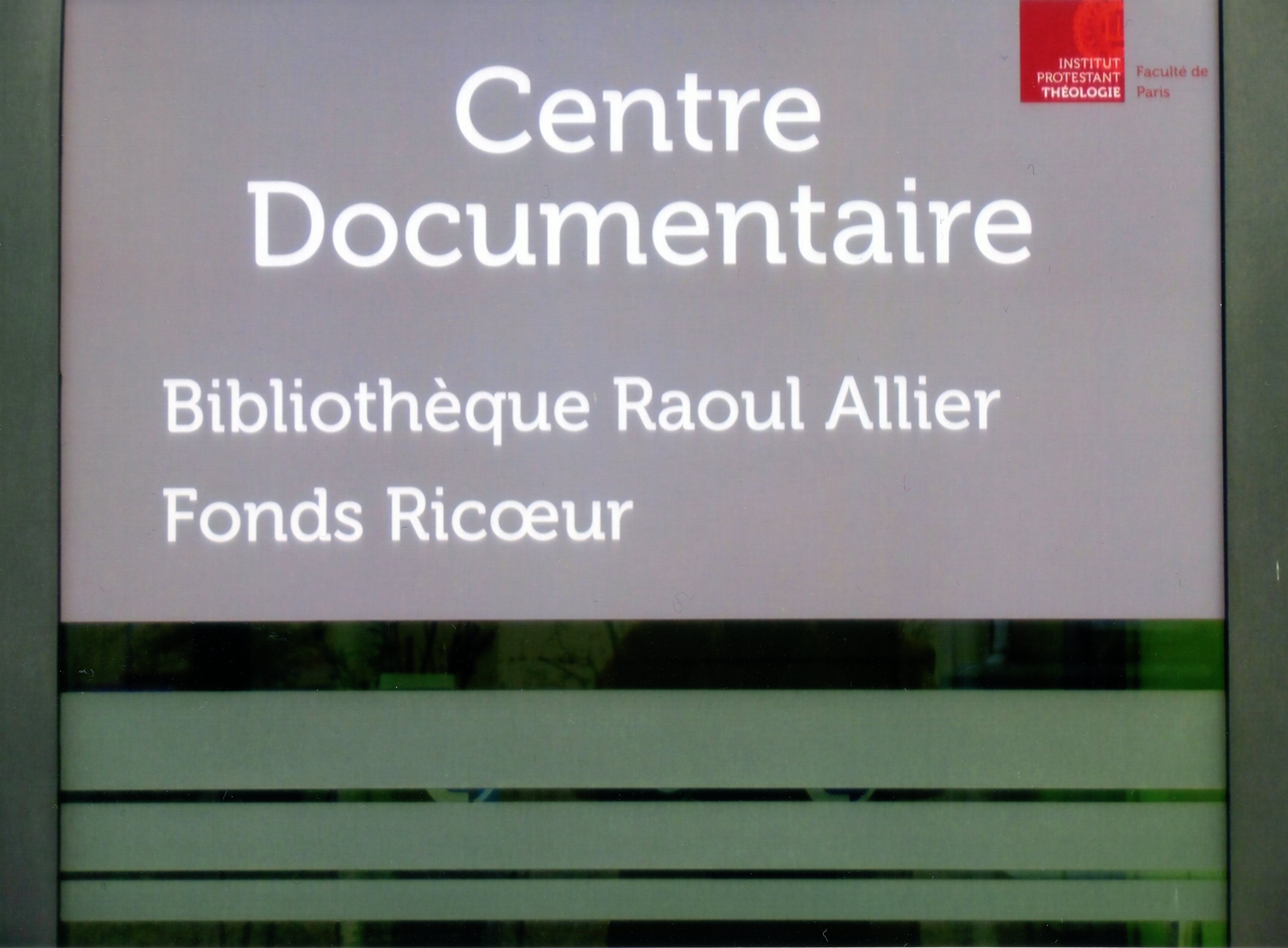
Le Fonds Ricœur à l'Institut Protestant de Théologie de Paris.

L'œuvre de Paul Ricœur a commencé après la guerre sous le signe de la Philosophie de la volonté (1950) et de l'éthique sociale (Histoire et vérité, 1955). Son parcours le conduit de la phénoménologie de l’agir à une herméneutique critique (De l'interprétation, essai sur Freud, 1966, et Le Conflit des interprétations, 1969), puis à une poétique du temps et de l'action (La Métaphore vive, 1975, Temps et Récit, 1983-1985, Du texte à l'action, 1986), qui rompt avec la clôture structuraliste du langage.
Soi-même comme un autre (1990) propose des variations sur le sujet sensible, parlant et agissant. On y trouve fortement articulée une philosophie morale et politique, prolongée par plusieurs recueils de textes traitant du problème de la justice comme vertu et comme institution (Lectures 1 et Le Juste 1 et 2 entre 1991 et 2001). Il ne cesse cependant de rester en débat avec des sources non philosophiques de la philosophie, et notamment les textes bibliques (Lectures 3, 1994, Penser la Bible, 1998). En 2000, il publie La Mémoire, l'histoire, l'oubli sur la question d'une juste représentation du passé et en 2004 encore un Parcours de la reconnaissance qui place celle-ci, avec ses incertitudes et ses difficiles mutualités, au cœur du lien social.
Ricœur se situe à la croisée de trois grandes traditions philosophiques : l'existentialisme, la phénoménologie et son ouverture vers l'herméneutique, et la philosophie analytique.

## Distinctions

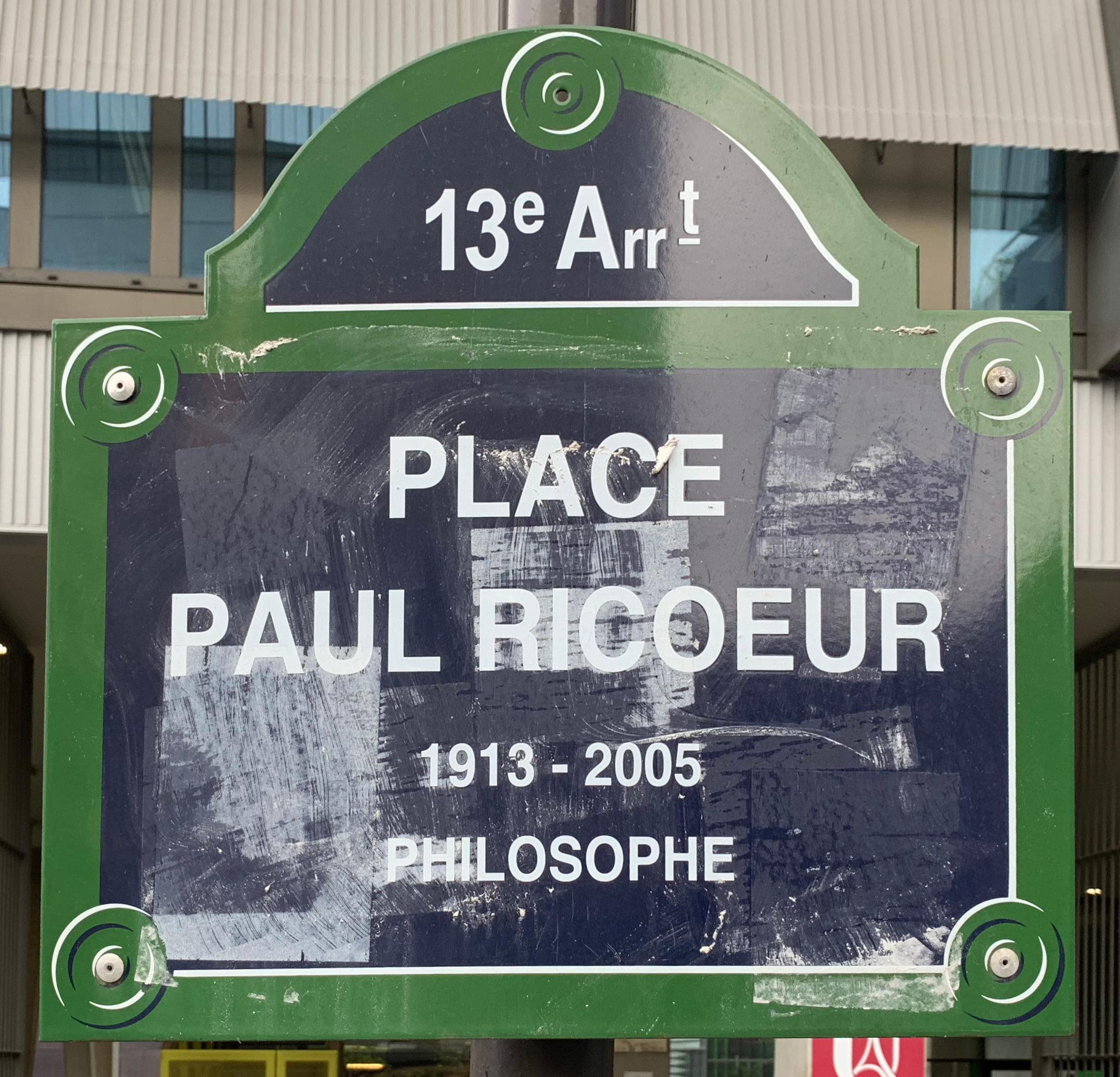
Place Paul-Ricœur à Paris.

### Prix et récompenses
- Médaille Grand Vermeil de la Ville de Paris.
- 1985 : Prix Hegel (de) à Stuttgart.
- 1985 : Prix Gordon J. Laing (en) pour son livre Temps et récit - Tome 1 : L'Intrigue et le récit historique
- 1989 : Prix Leopold-Lucas (de)
- 1989 : Prix Karl Jaspers (en)
- 1991 : Grand prix de Philosophie de l'Académie française[44]
- 1999 : Prix Balzan dans la catégorie Philosophie
- 1985 : Prix Gordon J. Laing (en), avec André LaCocque pour son livre Penser la Bible
- 2000 : Prix Kyoto dans la catégorie Pensée et éthique[45]
- 2000 : Prix Oskar Pfister (en)
- 2001 : Grand Prix de l'Académie des sciences morales et politiques[46]
- 2003 : Prix Paul VI
- 2004 : Prix John-Werner-Kluge à Washington

### Doctoratshonoris causa
Il a obtenu plusieurs doctorats honoris causa :
- Université catholique de Louvain ( Belgique, 1976)[47]
- Université de Chicago en Philosophie ( États-Unis, 5 mai 1967)[48]
- Université d'Ottawa ( Canada, 1983)[49]
- Université de Saint-Jacques-de-Compostelle ( Espagne, 1996)
- Université de Padoue ( Italie, 11 mai 1998)[50]
- Université complutense de Madrid ( Espagne, 1993)

### Décorations
- Commandeur de l'ordre des Palmes académiques

## Philosophie

### La phénoménologie
Ricœur s'est intéressé à la phénoménologie husserlienne et contribua à l'introduire en France. Il traduit notamment les Ideen I d'Edmund Husserl et produit un travail sur l'héritage phénoménologique en général en 1986, intitulé À l'école de la phénoménologie.
Sa thèse de doctorat qui date de 1950 et porte sur la Philosophie de la volonté est imprégnée de pensée phénoménologique. Elle consiste (pour le premier volume) en une eidétique de la volonté, dans le prolongement de la théorie husserlienne de l'eidétique.
La phénoménologie n'est cependant pas l'horizon complet de la méthodologie de Ricœur. Le paragraphe intitulé « La méthode descriptive et ses limites », que l'on trouve dès les premières pages de la Philosophie de la volonté, en appuyant les limites de la méthode descriptive, soit de la phénoménologie, marque le caractère limité de ce qui ne peut combler l'aspiration du philosophe à l'inconditionné, c'est-à-dire à l'unité. C'est pourquoi la méthode phénoménologique, qui ne décrit les phénomènes que pour autant qu'elle les « brise », qu'elle en montre la dualité d'intelligibilité, est appelée à un dépassement.
Le titre du premier tome de la Philosophie de la volonté marque cette dualité (Le volontaire et l'involontaire) : la phénoménologie appliquée à l'étude de la volonté échoue à fournir une intelligibilité totale ou du moins unifiée de ce phénomène, tendu entre le pôle volontaire et le pôle involontaire. C'est pourquoi Ricœur s'efforce en permanence de trouver l'unité du phénomène de la volonté à un plan non phénoménologique, à un plan ontologique.
Pourtant, cette ontologie, comme en témoigne la conférence que Ricœur prononça devant ses maîtres L'unité du volontaire et de l'involontaire comme idée limite, reste une marge, un résidu, de la phénoménologie. La réflexion n'atteindrait ainsi l'être que par le détour de la phénoménologie, en tant que la phénoménologie éclaire, par la dualité même qu'elle révèle dans les phénomènes, sur la nécessité de trouver une unité au-delà d'un plan strictement ontique,.
Selon Paul Ricœur, la fonction centrale de l'herméneutique est de récupérer et de restaurer le sens. Il choisit le modèle de la phénoménologie de la religion, en soulignant qu'elle est caractérisée par la préoccupation sur l’objet. Il écrit sur quelques auteurs dans le domaine comme les suivants : Rudolf Otto, Gerardus van der Leeuw, Maurice Leenhardt et Mircea Eliade. Selon Rudolf Otto, le sacré est le mysterium tremendum et fascinans. Gerardus van der Leeuw l’envisage comme une autocratie. Cette autocratie devient une théorie de la kratophanie chez le phénoménologue néerlandais de la religion et de la hiérophanie chez le phénoménologue roumain de la religion, Mircea Eliade. L’objet de la religion, le sacré, est vu en relation avec le profane. Mircea Eliade suit le modèle proposé par Paul Ricœur, en dégageant ce qu'il définit comme les trois grands réductionnismes : celui de Karl Marx, qui aurait selon lui réduit la société à l'économie, en particulier aux rapports de production, ; celui de Friedrich Nietzsche, qui aurait réduit l’homme à la volonté de puissance et un concept arbitraire du surhomme, et celui de Sigmund Freud, qui aurait réduit la nature humaine à un instinct sexuel. Paul Ricœur les a appelés les trois grands destructeurs, les maîtres du soupçon.

### Études bibliques
Ses études consacrées à l'herméneutique et à l'exégèse biblique sont un autre aspect de sa philosophie. Lui-même protestant, Paul Ricœur a accordé une importance au dialogue entre philosophie et religion (voir par exemple L'herméneutique biblique in Lectures tome III). Il s'est intéressé entre autres à la théologie, à l'histoire des religions et aux études bibliques.

### Herméneutique
L'herméneutique pour Ricœur est soutenue par la question de l'interprétation (interprétation des Écritures qui sont les textes bibliques), interprétation des symptômes psychanalytiques (comme dans De l'interprétation: essai sur Freud), dans ses fondements et dans ses fins. L'herméneutique se développe en passant notamment par une analyse du symbole, ce qui l'amène à une discussion avec la psychanalyse dans son essai sur Freud : De l'interprétation.
Il expose dans les termes suivants la fonction de l'herméneutique :

« Pour une sémiotique, le seul concept opératoire reste celui de texte littéraire. L'herméneutique, en revanche, s'efforce de reconstruire l'arc entier des opérations grâce auxquelles l'expérience pratique se donne des œuvres, des auteurs et des lecteurs (...) L'enjeu, c'est donc le processus concret à travers lequel la configuration textuelle sert de médiateur entre la préfiguration du champ pratique et sa refiguration grâce à la réception de l'œuvre. »

La finalité de l'herméneutique préoccupe Ricœur, c'est-à-dire son rôle dans la constitution de la subjectivité. L'herméneutique est ainsi limitée, elle n'est pas une fin en soi, mais l'objet d'un détour dans le « retour à soi ». C'est la raison pour laquelle la réflexion herméneutique est liée à un souci ontologique. L'être n'est pas seulement interprété ; il est retrouvé par l'interprétation, mais le déborde. Cet effort de retrouver l'être qui fonde l'interprétation se déploie notamment dans le dernier chapitre de Soi-même comme un autre, dans lequel Ricœur s'efforce de manière « exploratoire » de décrire en termes de conatus l'origine du soi.

### Analyse de la métaphore
L'étude de la métaphore est un élément significatif dans son travail. Dans La Métaphore vive, parue en 1975, Ricœur étudie en effet la fonction poétique de la langue et plus précisément le concept de trope qui est analysé sous l'angle linguistique, poétique et philosophique. Car la figure de style, et en particulier la métaphore, est pour Ricœur un procédé cognitif original et avec sa propre valeur.

« La fonction de transfiguration du réel que nous reconnaissons à la fiction poétique implique que nous cessions d'identifier réalité et réalité empirique ou, en d'autres termes, que nous cessions d'identifier expérience et expérience empirique. Le langage poétique tire son prestige de sa capacité à exprimer des aspects de ce que Husserl appelait Lebenswelt et Heidegger In-der-Welt-Sein. De la sorte il exige que nous critiquions notre concept conventionnel de la vérité, c'est-à-dire que nous cessions de le limiter à la cohérence logique et à la vérification empirique, de façon à prendre en compte la prétention de vérité liée à l'action transfigurante de la fiction. »

Il écrit même :

« La métaphore, c'est la capacité de produire un sens nouveau, au point de l'étincelle de sens où une incompatibilité sémantique s'effondre dans la confrontation de plusieurs niveaux de signification, pour produire une signification nouvelle qui n'existe que sur la ligne de fracture des champs sémantiques. Dans le cas du narratif, je m'étais risqué à dire que ce que j'appelle la synthèse de l'hétérogène ne crée pas moins de nouveauté que la métaphore, mais cette fois dans la composition, dans la configuration d'une temporalité racontée, d'une temporalité narrative. »

Cette découverte de la fonction cognitive de la métaphore repose sur le dépassement du traitement habituel de la métaphore qui voit en elle un simple phénomène linguistique de « transport de sens ». Pour comprendre cela, Ricœur propose de voir que la métaphore ne prend tout son sens que restituée dans le texte dans son ensemble.

### Étude du récit
En 1983, suivent les trois volumes de Temps et Récit dans lesquels il met en avant les proximités entre la temporalité de l'historiographie et celle du discours littéraire. On retrouve ici la volonté de Ricœur de lier la réflexion philosophique sur la nature du récit avec l'approche linguistique et poétique.

### Travaux sur l'histoire
Ricœur sans pratiquer la philosophie de l'histoire s'intéresse à l'histoire dans une perspective philosophique. Dans Histoire et vérité (1955) il tente de définir la nature du concept de vérité en histoire et de différencier l'objectivité en histoire de l'objectivité dans les sciences dites exactes.
Bien des années plus tard, il se consacre à des questions culturelles et historiques dans une approche phénoménologique et herméneutique. Il nourrit la discussion portant sur la mémoire, le devoir de mémoire et la mémoire culturelle dans La mémoire, l'histoire, l'oubli (2000).

### Éthique
L'éthique a été une des préoccupations de Ricœur.

« Faut-il faire une distinction entre morale et éthique ? À vrai dire, rien dans l'étymologie ou dans l'histoire de l'emploi des mots ne l'impose : l'un vient du latin, l'autre du grec ancien, et les deux renvoient à l'idée de mœurs (ethos, mores). On peut toutefois discerner une nuance, selon que l'on met l'accent sur ce qui est estimé bon ou sur ce qui s'impose comme obligatoire. C'est par convention que je réserverai le terme d'« éthique » pour la visée d'une vie accomplie sous le signe des actions estimées bonnes, et celui de « morale » pour le côté obligatoire, marqué par des normes, des obligations, des interdictions caractérisées à la fois par une exigence d'universalité et par un effet de contrainte. On reconnaîtra aisément dans la distinction entre visée de la vie bonne et obéissance aux normes l'opposition entre deux héritages : l'héritage aristotélicien, où l'éthique est caractérisée par sa perspective téléologique (de telos, signifiant « fin ») ; et un héritage kantien, où la morale est définie par le caractère d'obligation de la norme, donc par un point de vue déontologique (déontologique signifiant précisément « devoir »). »

— Soi-même comme un autre, septième étude, 1990, Points Essais no 330, p. 200.
Ricœur propose donc de placer l'éthique, c'est-à-dire la question de la visée de la vie, avant la morale, la question des normes. L'éthique permettra, dans les pages suivantes de Soi-même comme un autre, au philosophe de penser l'estime de soi, alors que la morale interrogera sur le respect de soi. Si Ricœur se garde de définir trop précisément la vie bonne, il suggère que chacun doive y réfléchir, en partant d'une réflexion sur ce qu'est la vie d'un homme.
Cette pensée le conduit rapidement à la sollicitude envers l'autre. La visée éthique est « avec et pour l'autre ». Toujours grâce à Aristote, il propose de prendre l'amitié comme médiateur entre la visée de la vie bonne et la question de la justice. En effet l'estime de soi serait manque sans sollicitude, qui trouve son modèle dans l'amitié. Mais la rencontre de l'autre ne peut toujours être amicale car elle ne s'opère pas toujours dans des relations entre égaux désirant le vivre-ensemble. Cette situation ne couvre pas toutes les situations de rencontre de l'autre. C'est là que la réflexion d'Emmanuel Levinas sur l'autre qui donne une injonction d'amour et l'autre qui est souffrant permet à Ricœur de pousser la recherche de l'égalité dans des contextes d'inégalité. L'égalité n'est retrouvée dans ces situations que par « l'aveu partagé de la fragilité, et finalement de la mortalité ». Cela conduit le philosophe à introduire les concept de réversibilité des rôles, d'insubstituabilité des personnes et, finalement, de similitude entre elles. Ce dernier concept lui permet d'émettre, comme fondement éthique : l'estime de l'autre comme soi-même est équivalent à l'estime de soi-même comme un autre.
C'est alors que se pose la question des institutions. Car il n'y a pas qu'une relation de face à face, il y a aussi un « il », qui suggère une idée de pluralité. Le vivre bien ne se limite donc pas à soi et aux relations interpersonnelles, mais s'étend aussi aux institutions. Au terme de sa réflexion sur les institutions justes (toujours dans son volet éthique et non moral), Ricœur détermine que le vis-à-vis de soi dans chaque humain est donné par l'idée d'égalité. Cette égalité permet des "institutions justes".

## Quelques élèves de Paul Ricœur
- Estelle Binant (1946-2023)
- Lucien Jaume (1946-)
- Olivier Abel (1953-)
- Olivier Mongin (1951-)

## Œuvres
- (avec Mikel Dufrenne) Karl Jaspers et la philosophie de l'existence, Le Seuil, 1947.
- Gabriel Marcel et Karl Jaspers. Philosophie du mystère et philosophie du paradoxe, Le Seuil, 1948.
- Philosophie de la volonté. Tome I : Le volontaire et l'involontaire, Aubier, 1949.
- Histoire et vérité, Le Seuil, 1955.
- Philosophie de la volonté. Tome II : Finitude et culpabilité, Aubier, 2 volumes, 1960.
- De l'interprétation. Essai sur Sigmund Freud, Le Seuil, 1965.
- Entretiens avec Gabriel Marcel, Aubier, 1968.
- Le Conflit des interprétations. Essais d'herméneutique I, Le Seuil, 1969.
- La Métaphore vive, Le Seuil, 1975.
- Temps et récit :
  - Tome I : L'Intrigue et le récit historique, Le Seuil, 1983 ;
  - Tome II : La Configuration dans le récit de fiction, Le Seuil, 1984 ;
  - Tome III : Le Temps raconté, Le Seuil, 1985.
- Du texte à l'action. Essais d'herméneutique II, Le Seuil, 1986.
- À l'école de la phénoménologie, Vrin, 1986.
- Le Mal. Un défi à la philosophie et à la théologie, Labor & Fides, 1986.
- Soi-même comme un autre, Le Seuil, 1990.
- Réflexion faite. Autobiographie intellectuelle, Esprit, 1995.
- La Critique et la Conviction. Entretiens avec François Azouvi et Marc de Launay, Calmann-Lévy, 1995.
- Le Juste I, Esprit, 1995.
- L'Idéologie et l'Utopie, Le Seuil, 1997.
- Amour et justice, PUF, 1997.
- Autrement. Lecture d’Autrement qu'être ou Au-delà de l'essence d’Emmanuel Levinas, PUF 1997.
- (dialogue avec Jean-Pierre Changeux) Ce qui nous fait penser. La nature et la règle, Odile Jacob, 1998.
- (avec André LaCocque) Penser la Bible, Le Seuil, 1998.
- Lectures :
  - Tome I : Autour du politique, Seuil, 1999  (ISBN 2-02-036488-3 et 978-2-02-036488-1) ;
  - Tome II : La Contrée des philosophes, Seuil, 1999  (ISBN 2-02-038980-0 et 978-2-02-038980-8) ;
  - Tome III : Aux frontières de la philosophie, Seuil, 1999  (ISBN 2-02-085502-X et 978-2-02-085502-0).
- L'unique et le singulier, l'intégrale des entretiens Noms de Dieux d'Edmond Blattchen (Alice, 1999)  (ISBN 978-2930182216).
- L'Herméneutique biblique, Le Cerf, 2000.
- Le Juste II, Esprit, 2001.
- Histoire et vérité, Points Essais, 2001  (ISBN 978-2020410946).
- La Mémoire, l'histoire, l'oubli, Le Seuil, 2003  (ISBN 978-2020563321).
- Parcours de la reconnaissance. Trois études, Stock, 2004.
- Sur la traduction, Bayard, 2004.
- Amour et justice, Points Essais, 2008  (ISBN 978-2757811245).
- Écrits et conférences :
  - Tome I : Autour de la psychanalyse, Seuil, 2008 ;
  - Tome II : Herméneutique, Seuil, 2010 ;
  - Tome III : Anthropologie philosophique, Seuil, 2013 ;
  - Tome IV : Politique, économie et société, Seuil, 2019 ;
  - Tome V : "La religion pour penser", Seuil, 2021  (ISBN 9782021477092).
- Philosophie, éthique et politique. Entretiens et dialogues, Seuil, 2017.

#### Ouvrages
Par ordre chronologique de sortie :
- Bernard Stevens, L'Apprentissage des Signes : lecture de Paul Ricœur : Phaenomenologica, Vol 121 (NATO Asi Series. Series E, Applied Sciences), Kluwer Academic Publishers, 1991, 312 p. (ISBN 978-0-7923-1244-4).
- Olivier Mongin, Paul Ricœur, Paris, Seuil, 1994; rééd. Poche Points, 1998.
- Alain Thomasset, Paul Ricœur : une poétique de la morale, Leuven, Peeters, BETL 124, 1996.
- Jean Greisch, Paul Ricœur : l'itinérance du sens, Grenoble, Jérôme Millon, 2001.
- Gaëlle Fiasse, Paul Ricœur, lecteur d'Aristote, dans : Aristote, Éthique à Nicomaque VIII-IX, éd. Guy Samama, Paris, Ellipses, p. 185-189, 2001.
- Domenico Jervolino, Paul Ricœur : une herméneutique de la condition humaine, Paris, Ellipses, 2002,  (ISBN 2-7298-0925-2).
- Hommage à Paul Ricoeur, revue Approches, Centre Documentation Recherche, no 127, 2006.
- Gaëlle Fiasse, L'autre et l'amitié chez Aristote et Paul Ricœur : analyses éthiques et ontologiques, Louvain, Peeters, Éditions de l'Institut supérieur de Philosophie (BPL, 69), 2006.
- Johann Michel, Paul Ricœur : une philosophie de l'agir humain, éditions du Cerf, coll. Passages, avril 2006.
- Gaëlle Fiasse, Paul Ricœur : de l'homme faillible à l'homme capable, Paris, Presses universitaires de France, 2007.
- François Dosse, Paul Ricœur : le sens d'une vie, Paris, La Découverte, 1997. Édition revue et actualisée : Paris, La Découverte, 2008.
- Robert Paxton, Corpet (Olivier), Paulhan (Claire), "Archives de la vie littéraire sous l'occupation", Paris, Tallandier, 2009.
- Olivier Abel, Le Oui de Paul Ricœur, Paris, Les petits Platons, 2010.
- J. Porée J. et G. Vincent (dir.), Paul Ricœur : la pensée en dialogue, Rennes, Presses universitaires de Rennes, 2010.
- Jean Grondin, Paul Ricœur, Paris, Presses universitaires de France, coll. « Que sais-je ? », 2013, 2e éd. 2016.
- Pierre-Olivier Monteil, Ricœur politique, Rennes, Presses universitaires de Rennes, 2013.
- Daniel Frey (dir.), La Jeunesse d’une pensée : Paul Ricœur à l’Université de Strasbourg (1948-1956), Strasbourg, Presses universitaires de Strasbourg, 2016, 218 p. (ISBN 978-2-86820-936-8).
- David Pellauer et Bernard Dauenhauer, Paul Ricœur, The Stanford Encyclopedia of Philosophy, 2016.
- Gérard Bollon, Paul Ricœur (1913-2005), un philosophe dans la Montagne vellave : in Cahiers de la Haute-Loire 2018, Le Puy-en-Velay, Cahiers de la Haute-Loire, 2018.
- Corine Pelluchon, Paul Ricoeur, philosophe de la reconstruction : Soin, attestation, justice, Presses universitaires de France, 2022  (ISBN 9782130827207).

#### Articles
- Jean Greish, « Ricœur Paul (1913-2005) », sur Encyclopædia universalis :
  - Jean Greish, « Ricœur Paul (1913-2005). 1, Un cogito militant et blessé ».
  - Jean Greish, « Ricœur Paul (1913-2005). 2, Le symbole donne à penser ».
  - Jean Greish, « Ricœur Paul (1913-2005). 3, Le monde du texte ».
  - Jean Greish, « Ricœur Paul (1913-2005). 4, Du texte à l'action ».
  - Jean Greish, « Ricœur Paul (1913-2005). 5, La vie bonne, la norme morale et la sagesse pratique ».